# Артур Соареш Діаш
Артур Соареш Діаш (порт. Artur Soares Dias; нар. 14 липня 1979 року, Віла-Нова-ді-Гайя, Португалія) — португальський футбольний арбітр. Арбітр ФІФА з 2010 року, обслуговує матчі португальської Прімейра-Ліги.

## Кар'єра
Суддя ПФФ з 1996/97. З 2006 обслуговує матчі найвищого дивізіону чемпіонату Португалії. 
У травні 2011 обслуговував матчі юнацького чемпіонату Європи U-17 в Сербії.
У 2012 португалець обслуговував відбіркові матчі молодіжного чемпіонату.
4 жовтня 2012 дебютує в Лізі Європи УЄФА.
У травні 2013 судив матчі футбольного турніру в Тулоні, зокрема фінальну гру між збірним Колумбії та Бразилії.
У березні 2015 Діаш потрапив до списку арбітрів, що обслуговували матчі молодіжного чемпіонату світу в Новій Зеландії.
1 серпня 2020 відсудив фінальний матч Кубка Португалії між командами «Бенфіка» та Порту в якому перемогу здобули остані з рахунком 1:2.

## Матчі національних збірних
| Дата            | Місце проведення | Збірні                      | Рахунок | Турнір               | ЖК | YK · YK · RK | RK |
| --------------- | ---------------- | --------------------------- | ------- | -------------------- | -- | ------------ | -- |
| 11 жовтня 2013  | Париж, Франція   | Франція – Австралія         | 6 – 0   | Товариський матч     | 1  | 0            | 0  |
| 29 березня 2015 | Плоєшті, Румунія | Румунія – Фарерські острови | 1 – 0   | Кваліфікація ЧЄ 2016 | 3  | 0            | 0  |
| 7 вересня 2015  | Бордо, Франція   | Франція – Сербія            | 2 – 1   | Кваліфікація ЧЄ 2016 | 3  | 0            | 0  |
| 10 жовтня 2015  | Загреб, Хорватія | Хорватія – Болгарія         | 3 – 0   | Кваліфікація ЧЄ 2016 | 3  | 0            | 0  |
| 4 вересня 2016  | Вільнюс, Литва   | Литва – Словенія            | 2 – 2   | Кваліфікація ЧС 2018 | 2  | 0            | 0  |
| 24 березня 2017 | Шкодер, Косово   | Косово – Ісландія           | 1 – 2   | Кваліфікація ЧС 2018 | 4  | 0            | 0  |